# 쇼멋반도

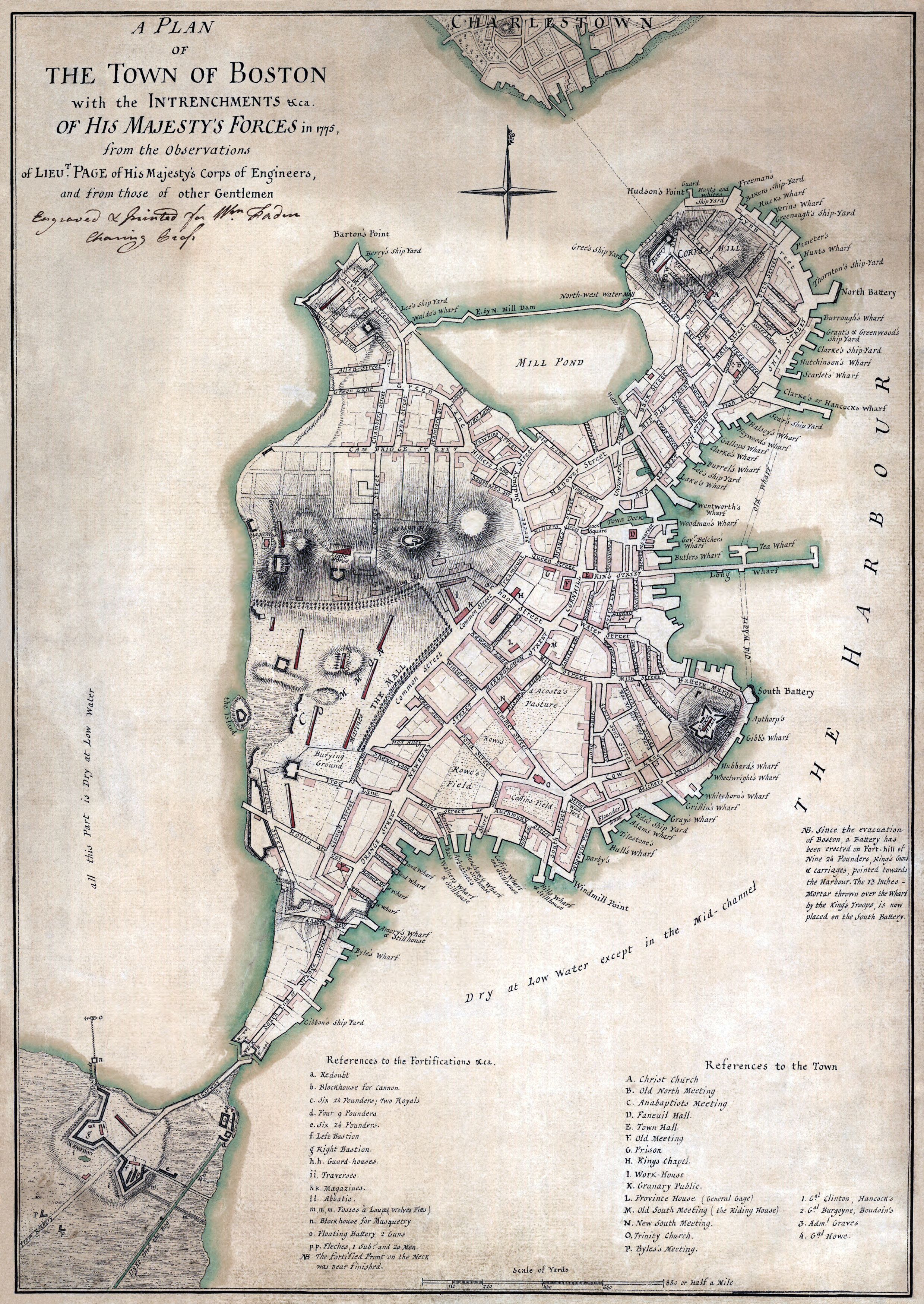
1775년 영국 육군에서 제작한 쇼멋반도의 지도.

쇼멋반도(Shawmut Peninsula)는 매사추세츠주 보스턴 지역에 있던 곶이다. 예전에는 본토와 좁은 지협으로 연결되어, 그 면적은 3.19km2였다. 19세기의 매립 사업으로 면적이 2배 이상으로 되었다. 현재의 비컨힐, 노스엔드, 사우스엔드, 금융가 지역에 해당한다.